# 丹波方言
丹波方言（たんばほうげん）は、京都府中部と兵庫県東部にまたがる丹波地方において話される日本語の方言である。近畿方言の一つ。方言学では、旧丹後国の舞鶴市から宮津市南東部も含む（舞鶴弁参照）。「ちゃった」という待遇表現の多用から、中丹では「ちゃった弁」と呼ばれる。

## 地域・区画

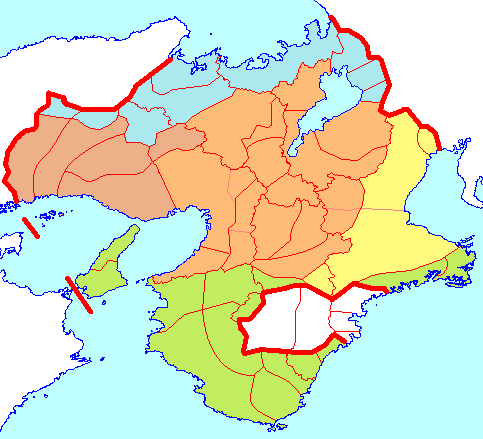
奥村三雄による近畿方言区画案（1968年）。橙色が中近畿式方言、水色が北近畿式方言、茶色が西近畿式方言。

丹波地方は山がちな地形で盆地や河川の流域によって文化圏が異なり、方言も一体的なものではない。奥村三雄が1968年に発表した近畿地方の方言区画では、丹波地方の方言は中近畿式方言と外近畿式方言にまたがり、さらに外近畿式方言のなかでも北近畿式方言・西近畿式方言にまたがっている（右図）。丹波方言のうち、京都府内のものについては奥村三雄によって詳しい方言区画が示されている。「奥丹波」「口丹波」の呼称は以下の解説でも用いる。なお、本記事で「京都」と言う場合、京都市を指す。
- 京都府[2]
  - 奥丹波 - 宮津市南東部、舞鶴市、福知山市、綾部市 - 垂井式アクセント。
    - 宮津市南東部、旧加佐郡北西部 - 敬語「-なる・なある」。丹後的。
    - 舞鶴市大部分、福知山市大部分、綾部市 - 敬語「-てや」。

  - 口丹波 - 京丹波町、南丹市、亀岡市、京都市旧京北町 - 京阪式アクセント。敬語「-はる」。
    - 京丹波町、南丹市（旧美山町除く）、亀岡市 - 「-てや・ちゃった」あり。
    - 旧美山町、旧京北町 - 「-てや・ちゃった」なし。京都的。
- 兵庫県
  - 丹波市
  - 丹波篠山市

## 音韻
音声の特徴は他の近畿方言と共通する。一拍語は「手→てえ」のように長音化するのが普通である。
兵庫丹波から口丹波にかけてでは「全然→でんでん」のように、ザ行とダ行の混同がある。
アクセントは、南部では京阪式アクセントだが、北部の丹波市、京丹波町北部、福知山市のほとんど、綾部市、舞鶴市、宮津市南東部は垂井式アクセントである。また、福知山市の旧夜久野町の上夜久野地区は西隣の兵庫県但馬と同じく東京式アクセントである。下表は、丹波各地域の具体的なアクセントを示したものである。
|            |              | 語例           | 京阪式 亀岡市・丹波篠山市など | 綾部市         | 舞鶴市         | 福知山市       | 丹波市 旧青垣町 （西芦田） |
| ---------- | ------------ | -------------- | ----------------------------- | -------------- | -------------- | -------------- | -------------------------- |
| 一拍名詞   | 1類          | 蚊・子・戸     | かあが、かが                  | かあが、かが   | かあが、かが   | かあが、かが   | かあが、かが               |
| 一拍名詞   | 2類          | 毛・名・葉     | けえが、けが                  | けえが、けが   | けえが、けが   | けえが、けが   | けえが、けが               |
| 一拍名詞   | 3類          | 木・手・目     | きいが、きが                  | きいが、きが   | きいが、きが   | きいが、きが   | きいが、きが               |
| 二拍名詞   | 1類          | 飴・牛・水     | あめが                        | あめが         | あめが         | あめが         | あめが                     |
| 二拍名詞   | 2・3類       | 足・音・昼     | あしが                        | あしが         | あしが         | あしが         | あしが                     |
| 二拍名詞   | 4類          | 今・傘・箸     | いまが                        | いまが         | いまが         | いまが         | いまが                     |
| 二拍名詞   | 5類          | 雨・海・前     | あめが※                       | あめが、あめが | あめが、あめが | あめが         | あめが                     |
| 二拍動詞   | 1類          | 買う・知る     | かう                          | かう           | かう           | かう           | かう                       |
| 二拍動詞   | 2類          | 有る・見る     | ある                          | ある           | ある           | ある           | ある                       |
| 三拍動詞   | 1類・2類五段 | 変わる・止める | かわる                        | かわる         | かわる         | かわる         | かわる                     |
| 三拍動詞   | 2類一段      | 受ける         | うける                        | うける         | うける         | うける         | うける                     |
| 三拍形容詞 | 1・2類       | 赤い・白い     | あかい                        | あかい         | あかい、あかい | あかい、あかい | あかい、あかい             |

※二拍目に拍内下降が現れることがある。

## 文法
断定の助動詞は、南部を中心に「や」を用いる。奥丹波では「じゃ」が多いが、近年では「じゃ」専用地区はなく、「や」が優勢である。
主に兵庫丹波から奥丹波にかけて、「○○さんがおってや」（○○さんがいらっしゃる）のように「連用形＋て（＋断定の助動詞）」で尊敬を表す。方言学では「テヤ敬語」と呼ばれ、山陽から播磨、丹波、北陸までの帯状の地域に分布する。口丹波では「-て（や）」と京都的な「-はる」を併用し、「-はる」がより高い敬意を表す。テヤ敬語の過去形は「-ちゃった」、地域によっては「-たった」となり、これの類推から現在形も「-ちゃ」となる地域がある。進行・継続は「-とって（や）」または「-ちゃって（や）」である（京都の「-てはる・たはる」に相当）。
進行相（共通語の「-ている」に相当）は一般的に「-とる」を用い、口丹波の一部では京都同様「-てる」も用いる。「とる」「てる」併用の地域では「とる」はより男性語的である。一方で兵庫丹波から奥丹波にかけてで、中国方言と同様に、「連用形＋よる」で進行（今…している途中だ）や起動（今から…する）を表す。例えば「俺、今そこでこけよった」は「俺、今そこで（もうちょっとで）こけそうになった」という意味であり、すなわちこけなかったということになる。
疑問の終助詞には「か」「こ」があり、口丹波には「け」がある。「か」は男女ともに用いるが、「け」「こ」は男性のみが用いる。「け」は京都市以南では男性用語だが、亀岡市などでは女性も使う。
間投助詞には「なあ」や「のお」を用いる。